# Canals (Tarn i Garonna)
Canals – miejscowość i gmina we Francji, w regionie Oksytania, w departamencie Tarn i Garonna.
Według danych na rok 1990 gminę zamieszkiwało 467 osób, a gęstość zaludnienia wynosiła 64 osób/km² (wśród 3020 gmin regionu Midi-Pireneje Canals plasuje się na 616. miejscu pod względem liczby ludności, natomiast pod względem powierzchni na miejscu 1303.).

## Zabytki

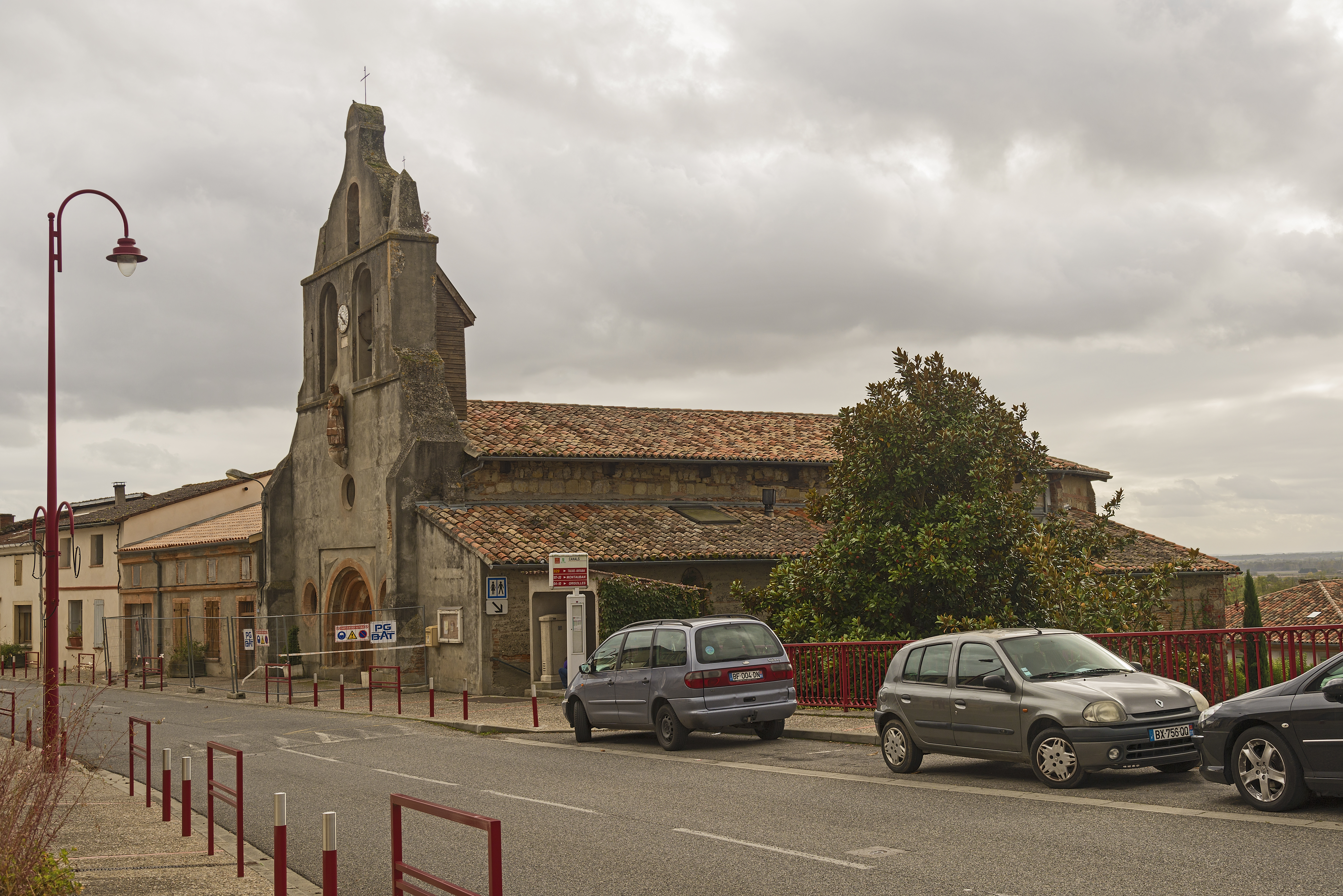
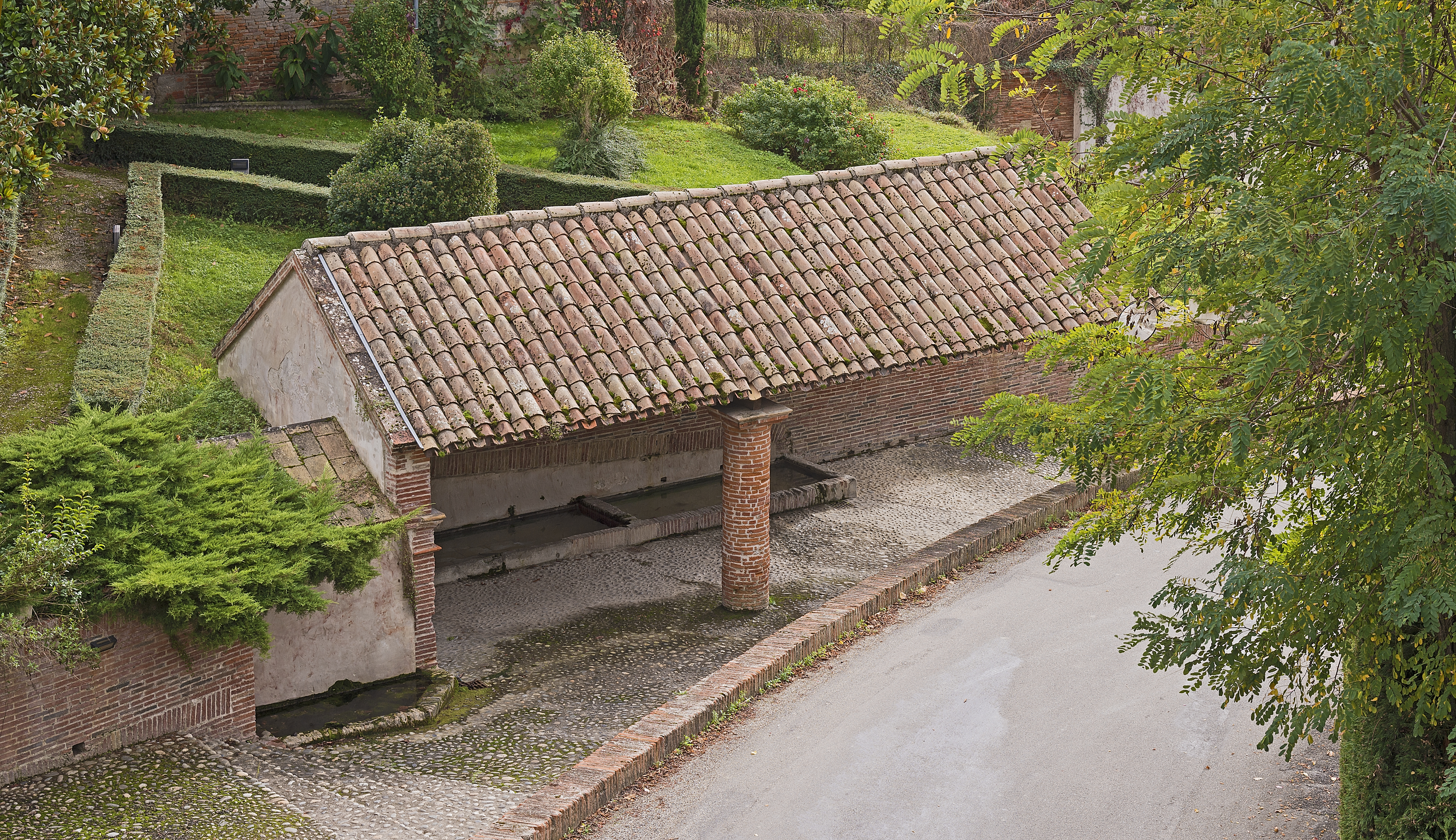